# Довгалівська загальноосвітня школа (Чернігівська область)
Довгалі́вська ЗОШ І-ІІІ ступенів — навчальний заклад с. Довгалівка Талалаївського району Чернігівської області

## Історія закладу
Школа в с. Довгалівка почала працювати як церковно-приходська двокласна з 1875. В ній навчалося 12-15 дітей заможних селян. 
В 1921 запрацювала початкова школа, яка була 1935 реорганізована в семирічну.
За даними на: 
- 1937 в ній навчалось до 300 учнів, працювало 10 вчителів
- 1948 — 214 учнів, 11 вчителів
- 1956 — 162 учні, 12 вчителів

З 1959 при школі працював консультаційний пункт заочної середньої школи працюючої молоді.
Працюючі селяни здобували середню освіту без відриву від виробництва.
1961 семирічка реорганізована в восьмирічну школу.
- 1966 — 190 учнів, 12 вчителів

З роками вдосконалювався навчально-виховний процес у школі, педагогічний колектив зміцнювався спеціалістами з вищою професійною освітою. Зміцнювалась і матеріально технічна база. 
В 1993 за типовим проектом в селі збудовано двохповерхове приміщення школи.
З 1 вересня 1993, за ініціативи директора школи Михайлюка В.П, за згодою начальника обласного управління освіти Ігнатенка М.Я., реорганізована в повну середню школу, яка на даний час має статус загальноосвітньої школи І-ІІІ ступенів, входить до Червоноплугатарського освітнього округу.
- 1993 — 91 учень, 17 вчителів

### Директори школи
- 1948 — Милай С.Ф.
- 1952 — Шишко Л.Д.
- 1954 — Мокій Іван Ониськович
- 1964 — Поверго Микола Олексійович
- 1 квітня 1976 — Гащенко Валентина Василівна
- 4 липня 1981 — Примак Іван Дмитрович
- 1 вересня 1983 — Краснонос Анатолій Іванович
- 20 серпня 1985 — Співак Віра Василівна
- 5 вересня 1986 — Михайлюк Володимир Павлович — по даний час

## Матеріально-технічна база
В школі створені належні умови для отримання учнями якісної освіти — є навчальні кабінети (хімії, фізики, історії, інформатики, математики, української мови) бібліотека, навчальні майстерні, спортивний зал, їдальня на 30 посадочних місць. 2012 розпочато газифікацію школи.
Учні з сусіднього с. Юрківці підвозяться шкільним автобусом. 

## Видатні випускники
- Шідловський Віктор Олександрович — заслужений лікар України, доктор медичних наук, професор, завідувач кафедри загальної та оперативної хірургії з топографічною анатомією, травматологією та ортопедією Тернопільського державного медичного університету ім. І.Я.Горбачевського.
- Рамазан Михайло Петрович — завідувач відділу Управління справами Апарату Верховної Ради України, нагороджений орденом «За заслуги» ІІІ ступеня [2]